# Любая клавиша

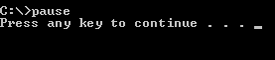
Результат команды DOS pause

В эпоху текстовых и первых графических интерфейсов было распространено сообщение «Нажмите любую клавишу» (press any key), оставившее след в культуре.
Строго говоря, сообщение неверное: клавиши, не производящие кодов символов (никаких: ни печатаемых, ни управляющих, ни расширенных), обычно работать не будут. Примерами таких «неработающих» клавиш будут клавиши-модификаторы (⇧ Shift и другие), клавиши-фиксаторы (⇪ Caps Lock и другие), клавиши системных вызовов (Print Screen, Pause, 🔈+).
Команда DOS pause призвана запрограммировать ожидание любой клавиши в командных файлах. Встроенная в DOS программа more.com ожидает любую клавишу, как только будет выведено информации на целый экран, и предназначена для работы через «пайп-нотацию» (dir | more).

## История
Ранние компьютеры использовали консоль — электронную пишущую машинку, которая передавала в компьютер всё, что вводится с клавиатуры, и печатала всё, что передаёт компьютер. С появлением видеотерминалов (1970-е) консоль переместилась на экран терминала, и всё, что прокручивалось за пределы этого экрана, исчезало навсегда. Чтобы у пользователя было время среагировать, программа выводила порцию данных и сообщение: «Нажмите любую клавишу». Если же от пользователя требовалось совершить физическое действие (сменить дискету, подготовить принтер) — без подтверждения не обойтись.
Графические интерфейсы и подражавшие им текстовые могли держать в памяти немалое количество данных и свободно прокручиваться по этим данным — так что нужда в выдаче текста по страницам пропала. Но модальные сообщения всё равно требовали нажатия любой клавиши.
На некоторых DVD-плеерах Samsung была кнопка «Any key». Конкретно на плеере DVD-R130 кнопка выводила информацию о видео.

## Критика
Сообщение «Нажмите любую клавишу» подвергается критике: неопытный пользователь начинает паниковать, когда его просят нажать любую клавишу на его выбор, особенно если клавиша не сработала. Другие начинали искать клавишу с надписью «Any». Так, Брюс Тоньяццини (англ.), главный дизайнер интерфейса Apple II, запрещал разработчикам сообщение «Нажмите любую клавишу».
Не говорите пользователям «нажмите любую клавишу». На компьютерах серии Apple II сейчас не каждая клавиша читается сама по себе: Reset, Shift, Control. К тому же наше тестирование показало, что новички паникуют, когда их просят нажать любую клавишу. Более 80 % оборачивались и спрашивали: «Какую мне нажать?» Опросы выяснили: хотя сообщение говорило, что годятся все клавиши, они были уверены, что некоторые нажимать опасно. Конечно, обычно они были правы.Bruce Tognazzini и др., Apple II design guidelines
Вопросы пользователей наподобие «Где находится любая клавиша?» существовали уже в 1988 году. В FAQ компании Compaq был и вопрос про любую клавишу. Она даже думала заменить сообщения на «Нажмите Enter».
Nintendo Switch запрещает «нажатие любой клавиши», требуя взамен, например, «Press A».

## Компьютерный юмор

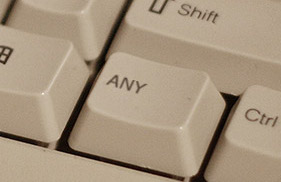
Компьютерный юмор: клавиша «Any» (фотомонтаж)

В мультсериале «Симпсоны» в выпуске «Очень большой Гомер» была шутка — Гомер искал клавишу «any key».
В русском языке понятия «эникейщик» и «эникеить» означают техническую поддержку рабочих мест — установку рабочего ПО, лечение вирусов, замену и мелкий ремонт аппаратуры, и, конечно же, решение вопросов пользователей, в том числе тривиальных (отсюда слово). Часто эти слова уничижительные, в противовес системному администратору, который решает более сложные задачи наладки и эксплуатации компьютерных сетей.
В русском компьютерном юморе известен розыгрыш: написать «Any key» на кнопке сброса.